# Моррис, Роберт (художник)
Роберт Моррис (англ. Robert Morris, 9 февраля 1931, Канзас-Сити, Миссури, США — 28 ноября 2018) — американский скульптор, концептуальный художник и писатель. Он считается одним из видных теоретиков минимализма наряду с Дональдом Джаддом, он также внес важный вклад в развитие перформанса, лэнд-арта, Process Art и инсталляции.

## Биография и творчество
Моррис учился в Университете Канзаса, Художественном институте Канзас-Сити и в колледже Рида. Поначалу Моррис работал как живописец, в его работах 1950-х годов заметно влияние абстрактного экспрессионизма, особенно Джексона Поллока. Живя в Калифорнии, Моррис также познакомился с работами Ла Монте Янга и Джона Кейджа. В 1960 году Моррис переехал в Нью-Йорк, где поставил спектакль, основанный на исследовании тел в пространстве, в котором квадратная колонна на сцене падала через несколько минут после начала представления. Моррис разработал те же идеи в первых минималистичных скульптурах — «Two Columns» (1961) и «L Beams» (1965).
В Нью-Йорке Моррис начал изучать творчество Марселя Дюшана, создавая произведения, которые непосредственно обращались к работам Дюшана — «Box with the Sound of its Own Making» (1961), «Fountain» (1963). В 1963 году у него прошла выставка минималистической скульптуры в Green Gallery в Нью-Йорке. В 1964 году Моррис разработал и представил два известных перформанса — «21.3» и «Site». Моррис поступил в Хантерский колледж в Нью-Йорке (его диссертация была посвящена Бранкузи) и в 1966 году опубликовал серию влиятельных эссе «Notes on Sculpture» в Artforum. В 1966 году он выставил две работы «L Beams» на выставке «Primary Structures» в Jewish Museum в Нью-Йорке.
В 1967 году Моррис создал «Steam», раннюю работу лэнд-арта. В конце 1960-х Моррис участвовал в музейных шоу в Америке, но его работа и статьи вызвали критику Клемента Гринберга. Его работы стали более масштабными, занимая большую часть галерейного пространства серией модульных единиц или грудами земли. В 1971 году Моррис создал выставку для Галереи Тейт, заняв пространство пандусами и кубами. Он опубликовал фото самого себя в рекламе в журнале «Artforum», близкой по духу снимку Линды Бенглис (Lynda Benglis), с которой он сотрудничал, работая над несколькими видео.
Он создал Обсерваторию Роберта Морриса в Нидерландах, «современный Стоунхендж», которая фиксирует солнцестояния и равноденствия. Её координаты 52°32’58"N 5°33’57"E.
На протяжении конца 1970-х Моррис переключился на фигуративные работы, что удивило многих его сторонников. Темы работ часто были связаны со страхом перед ядерной войной. В 1974 году Роберт Моррис прорекламировал выставку в галерее Лео Кастелли плакатом, демонстрирующем его с голой грудью в садомазохистской одежде.
На протяжении 1990-х он вернулся к ранним работам, занимаясь реконструкциями и инсталляциями утраченных произведений.
Моррис скончался 28 ноября 2018 года в городе Кингстоне близ Нью-Йорка.